# FIFA Street 2
FIFA Street 2 es un videojuego de fútbol callejero, siendo la secuela del videojuego FIFA Street. Disponible para las plataformas PlayStation 2, Xbox, Nintendo GameCube, Nintendo DS y PSP.

## Jugabilidad
La jugabilidad se basa en el fútbol callejero, los usuarios pueden manejar una selección de fútbol de hasta cuatro jugadores, los partidos tienen reglas específicas, como realizar una determinada cantidad de puntos para ganar, marcar un determinado número de goles antes que el adversario, o simplemente el clásico partido por tiempo. El juego permite también crear un jugador y crear su propio equipo callejero con jugadores anónimos o reales y participar en torneos y partidos callejeros. Los mejores jugadores del juego como Ronaldinho, Wayne Rooney, Raúl, Zinedine Zidane, Luís Figo, Cristiano Ronaldo, Francesco Totti o Juan Román Riquelme, entre otros, cuentan con regates y movimientos exclusivos. La portada del juego la protagoniza el joven portugués, Cristiano Ronaldo, que en ese tiempo empezaba a destacarse como una de las más grandes promesas del futbol jugando para el Manchester United Football Club de la Premier League. El extremo declaró: “Este videojuego refleja las mismas filosofías e ideales que aplico a mi manera de jugar el fútbol diariamente” y “ De pequeño yo jugaba en las calles, en donde me enfrentaba cara a cara en duelos de uno contra uno, y pues si es emocionante ser parte de la familia de EA Sports y contribuir a un estilo de fútbol que he estado jugando toda mi vida”.

## Localizaciones
- Ámsterdam, Países Bajos
- Barcelona, España
- Berlín, Alemania
- Ciudad de México, México
- Londres, Inglaterra
- Marsella, Francia
- Nueva York, Estados Unidos
- Río de Janeiro, Brasil
- Roma, Italia
- Lagos, Nigeria
- Sídney, Australia
- Los Ángeles, Estados Unidos

## Selecciones disponibles
- Alemania
- Argentina
- Australia
- Brasil
- Camerún
- Corea del Sur
- Dinamarca
- Escocia
- España
- Estados Unidos
- Francia
- Grecia
- Inglaterra
- Irlanda
- Italia
- México
- Nigeria
- Portugal
- República Checa
- Suecia

## Banda sonora

### Live FM
- / Art Brut - "Formed a Band"
- Boy Kill Boy - "Suzie"
- British Beef - "Without Me"
- Coldcut - "True Skool"
- Editors - "Munich"
- Ivory, General Midi - "Free The Beast"
- End of Fashion - "O Yeah"
- General Midi - "Never Gonna Stop the Show"
- Giant Robot - "Get Up"
- Hyper Static Union - "Ant Music"
- Killa Kela - "Jawbreaker"
- / Lethal Bizzle - "Kickback"
- / Lyrics Born - "Raw Live"
- Pendulum - "Hold Your Colour"
- / Sway DaSafo - "Flo Fashion"
- / Swingfly - "Something's Got Me Started"
- The Flaming Lips - "Yeah, Yeah, Yeah"
- The Nextmen - "Blood Fire"
- The Subways - "Rock & Roll Queen"

### Radio Bongo
- Airto Moreira - "Samba de Flora"
- Bran Van 3000 - "Astounded"
- Café Tacvba - "Futurismo y Tradición"
- Curumin - "Guerreiro"
- DJ Patife - "Made in Bahia"
- DJ Patife feat. Trio Mocoto - "Que Isso Menina"
- J3 - "Freestyle em Movimento"
- / Jimmy Bosch - "Gaviota"
- João Marcello Bôscoli - "Acredite ou Não"
- Nortec Collective - "Tijuana Bass"
- Shimano & Codeine - "Carnival"
- Fernanda Porto – "Caionagandaia" (Xrs Land mix)

### Rider Radio
- Concord Dawn - "Say Your Words"
- Craggz & Parallel Forces - "Your Insolation"
- DJ Fresh - "Babylon Rising"
- DJ Fresh - "Funk Academy"
- DJ Marky - "Going Deaf"
- DJ Marky - "No Time 2 Love"
- Drumsound & Simon Bassline Smith - "The Odyssey" (Grooverider VIP)
- Futurebound - "Net Ripper"
- Lemon D - "Nu Yorica"
- Q Project - "Victory"
- Roni Size - "Bite the Bullet"
- Shy FX - "Rock the Boat"
- Total Science - "Defcom 69" (VIP)

## Recepción
El juego recibió críticas "mixtas" en todas las plataformas excepto la versión DS, que recibió críticas "desfavorables", según el agregador de reseñas de videojuegos Metacritic.
El AV Club le dio al juego una B y declaró: "Defenderse de los trucos puede ser como una torpe pieza de comedia física. Cuando no estás paralizado, te caes de bruces". Sin embargo, The Times le dio a las versiones de PS2 y Xbox tres estrellas de cinco y dijo que "se cae en un aspecto vital, a saber, el arte de defender".